# Francis Turner Palgrave
Franck Turner Palgrave (Great Yarmouth, 28 settembre 1824 – Londra, 24 ottobre 1897) è stato un poeta e critico letterario britannico.

## Biografia
Proveniente da una famiglia illustre (primogenito di Sir Francis Palgrave, noto storico, fratello di William Gifford Palgrave, missionario gesuita, Sir Inglis Palgrave, economista, Sir Reginald Palgrave, importante politico inglese), è noto per le sue poesie storico-patriottiche (Visioni dell'Inghilterra, 1881), come antologista  (Libro d'oro della poesia lirica inglese, 1861) e come critico non solo letterario, ma anche artistico (lo dimostrano i suoi Saggi dell'arte, 1866). Nel 1850 a Twickenham, dopo aver accettato la vice presidenza della Kneller Hall Training College, iniziò ad entrare in contatto con Alfred Tennyson gettando le basi di una solida e duratura amicizia anche a livello artistico.